# M77 (astronomia)
M 77 (nota anche come NGC 1068) è una galassia a spirale visibile nella costellazione della Balena.

## Osservazione

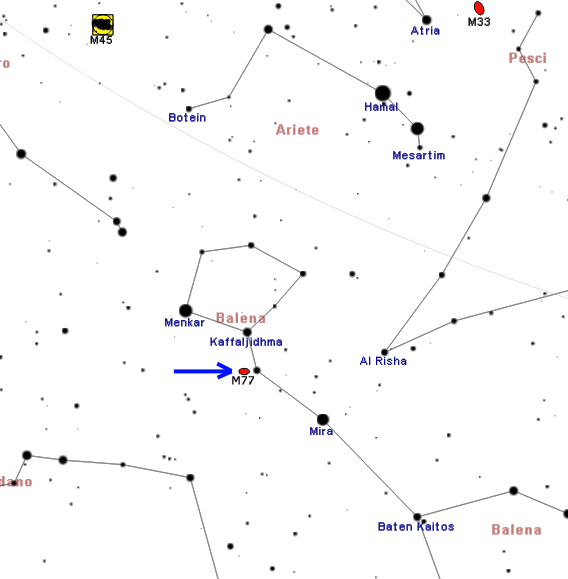
Mappa per individuare M77.

M77 si individua con facilità, trovandosi ad appena 0,5° a sudest della stella δ Ceti; può essere scorta con un binocolo potente, come un 11×80, o anche in un 10×50 se la notte è particolarmente nitida. In un telescopio fino a 200 mm di apertura si mostra come un semplice dischetto chiaro senza particolari strutture caratteristiche, se si esclude che è sfumata ai bordi; con molte difficoltà si possono osservare i bracci di spirale e il loro andamento.
M77 può essere osservata da tutte aree popolate della Terra, grazie al fatto che è situata praticamente sopra l'equatore celeste; non esiste pertanto un emisfero privilegiato per la sua osservazione e dalle coppie di latitudini simili dei due emisferi l'oggetto si presenta quasi alla stessa altezza nel cielo. Mentre dall'emisfero nord è un oggetto dei cieli autunnali, dall'emisfero sud è caratteristico dei mesi primaverili. Il periodo migliore per la sua osservazione nel cielo boreale è quello compreso fra ottobre e febbraio.

## Storia delle osservazioni
M77 fu scoperta da Pierre Méchain nel 1780, il quale la descrisse all'epoca come una nebulosa; Méchain comunicò in seguito la sua scoperta a Charles Messier, che inserì l'oggetto nel suo celebre catalogo. Sia Messier che William Herschel la descrissero come un ammasso di stelle. Oggi si sa che si tratta di una galassia.

## Caratteristiche

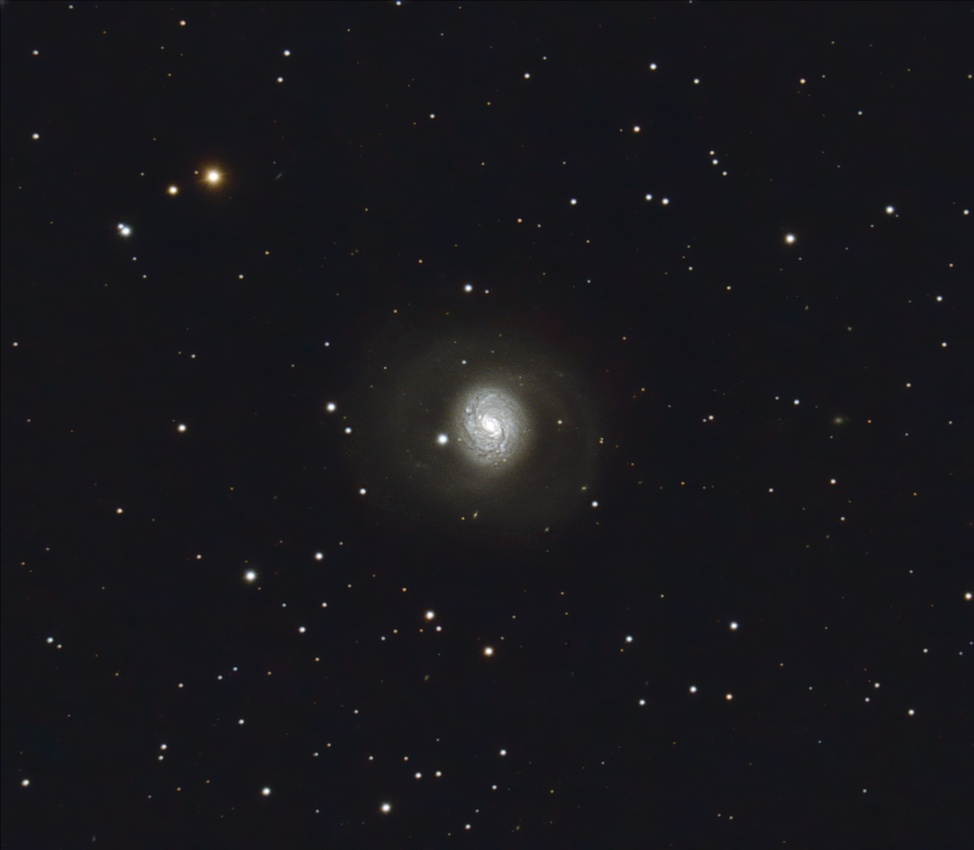
M77, immagine amatoriale. Hunter Wilson.

M77 è distante circa 47 milioni di anni luce; si tratta di una galassia attiva il cui nucleo è oscurato nelle lunghezze d'onda visibili a causa della polvere interstellare. Il diametro del disco molecolare e del plasma caldo associato con la materia oscurante è stato misurato inizialmente alle onde radio; la polvere calda attorno al nucleo fu in seguito misurata dal very Large Telescope, si tratta della galassia di Seyfert più luminosa ed è di tipo 2. Il suo diametro è stimato essere di 170000 al
Secondo recenti risultati pubblicati dall'osservazione del IceCube Neutrino Observatory, vicino alla stazione Amundsen-Scott del Polo Sud, da questa galassia proviene la maggior parte di neutrini extra-galattici rilevati nel corso degli anni, dal 2012 in poi.
Le osservazioni interferometriche condotte nel 2024 in infrarosso dal Large Binocular Telescope hanno evidenziato che il nucleo attivo al centro della galassia emette una quantità di luce tale da creare una pressione di radiazione nei confronti della polvere circostante, unitamente a un getto radio che attraversando la galassia interagisce con le nubi di materiale e polvere le riscalda generando un fenomeno detto feedback del getto radio, cioè un'interazione tra i getti di radiazione e particelle emesse dai buchi neri e l'ambiente circostante.

### Libri
- (EN) Stephen James O'Meara, Deep Sky Companions: The Messier Objects, Cambridge University Press, 1998, ISBN 0-521-55332-6.

### Carte celesti
- Toshimi Taki, Taki's 8.5 Magnitude Star Atlas, su geocities.jp, 2005. URL consultato il 7 novembre 2010 (archiviato dall'url originale il 5 novembre 2018). - Atlante celeste liberamente scaricabile in formato PDF.
- Tirion, Rappaport, Lovi, Uranometria 2000.0 - Volume I - The Northern Hemisphere to -6°, Richmond, Virginia, USA, Willmann-Bell, inc., 1987, ISBN 0-943396-14-X.
- Tirion, Sinnott, Sky Atlas 2000.0 - Second Edition, Cambridge, USA, Cambridge University Press, 1998, ISBN 0-933346-90-5.
- Tirion, The Cambridge Star Atlas 2000.0, 3ª ed., Cambridge, USA, Cambridge University Press, 2001, ISBN 0-521-80084-6.